# Les Merveilles de Rigomer
Les Merveilles de Rigomer, es una novela anónima francesa compuesta en verso hacia el año 1250. La novela retoma la materia de Bretaña.

## Autoría
No se conoce la identidad del autor, pero según el propio texto (verso 1 y 6430) se llama Jehan. También se ha deducido la labor de un remanieur, que habría añadido las partes protagonizadas por Lanzarote y el rey Arturo.

## Estructura
A grandes rasgos la novela puede dividirse en tres partes. 
Parte 1 (v. 1-6402): Una doncella llega a la corte del rey Arturo y propone a sus caballeros que venzan los encantamientos del castillo de Rigomer, en Irlanda, donde los caballeros quedan atrapados bajo diversos encantamientos. Lanzarote supera varias pruebas hasta llegar a Rigomer. Allí resulta hechizado por una lanza y un anillo mágicos y se convierte en cocinero del castillo.
Parte 2 (v. 6403-14776): Galván y cincuenta y siete caballeros van a liberar a Lanzarote y atraviesan diversas aventuras hasta lograrlo. 
Parte 3 (v. 14777-15916): Galván, que como vencedor de los encantamientos de Rigomer debería casarse con Dionise, la señora del lugar, declina hacerlo y le promete buscarle un marido en la corte de Arturo.
Finalmente se añade un relato en el que se reanudan las aventuras cuando Arturo vuelve a partir con Lanzarote (v. 15917-17271) pero finalmente la narración queda trunca.